# The Elite
The Elite（ジ・エリート）は、新日本プロレスとROHで活動していたプロレスユニット。元々はBULLET CLUB内のタッグチームとして結成され、その後BC内の派閥的なグループに発展し、2018年に発生したBCの内紛抗争を期にユニットとして独立。現在は、AEWで活動している。

## 概要
2016年1月5日、BULLET CLUBの2代目リーダー、AJスタイルズが追放され、オメガが3代目リーダーに就任した。2月14日、新日本プロレス長岡大会にて、中邑真輔の新日本プロレス退団に伴い空位となっていたIWGPインターコンチネンタル王座に挑戦し、同王座に同じく挑戦を表明した棚橋弘至と対戦。リング下に潜んでいたヤング・バックスの介入によるアドバンテージを活かして勝利し、第13代王者に輝いた。同月20日、後楽園ホールでの新日本プロレスとROHの合同興行「Honor Rising:JAPAN 2016」にて、オメガとヤング・バックスは「The Elite」というトリオ名で、CHAOSの矢野通＆ブリスコ・ブラザーズ（ジェイ・ブリスコ & マーク・ブリスコ）組が持つNEVER無差別級6人タッグ王座に挑戦して勝利し、第4代王者に輝いた。4月10日の両国国技館大会で棚橋弘至＆ヨシタツ＆マイケル・エルガン組に破れ王座陥落。その後も3人はトリオとしての活動を継続した。
2018年7月、BULLET CLUBはタマ・トンガ率いるBULLET CLUB「OG」とオメガ率いるBULLET CLUB「ELITE」に分裂した。OGはCHAOSのメンバーだったジェイ・ホワイト、邪道、外道を引き抜いて勢力を拡大し、9月から無印の「BULLET CLUB」を名乗るようになり、ELITEメンバーは離脱する形で独立した。

## 略歴
2016年4月、ヤング・バックスはYoutube上にチャンネル「Being The Elite」を開設。次第にハングマン・ペイジ、Cody、マーティ・スカルらのROH所属のBULLET CLUBメンバーがレギュラーとして登場しはじめ、オメガ、ヤング・バックス、ペイジ、Cody、スカルは自らを「Being The Elite」と名乗り、行動を共にするようになった。
2018年1月5日の新日本プロレス後楽園ホール大会にて、試合に勝利したCodyが試合後に対戦相手の飯伏幸太に追い打ちをかけようとしたところをオメガが救出。オメガとCodyの関係に亀裂が生じる。codyらがバックステージに引き上げた後、オメガは「バレットクラブをもう一度強くするために新メンバーを迎えたい」と発言し、ジェイ・ホワイトを勧誘する。しかし、ホワイトはオメガにブレード・ランナーを叩き込んで加入を拒否。翌6日に記者会見を開いたホワイトはCHAOS加入を表明した。28日の新日本プロレス札幌大会にて、オメガはジェイ・ホワイトに破れIWGP USヘビー級王座防衛に失敗。試合後のリング上に新挑戦者として姿を表したペイジがホワイトから奪い掲げたベルトをオメガが奪い返し、ホワイトに渡した。これを受けてCody・ペイジとオメガの口論が始まり、オメガは仲裁に現れたマット（当日の試合で腰を怪我していた）を不意に突き飛ばしてしまう。その後、Cody・ペイジに襲撃されたオメガのもとへ飯伏が救出に現れ、2人は抱擁。DDT時代のタッグチーム、ゴールデン☆ラヴァーズ（以下「GL」）の復活に至った。2月23日、後楽園ホールで開催された「Honor Rising」のメインイベントでGL&チェーズ・オーエンズ対Cody＆ペイジ＆スカル組の試合が行われ、Cody組が勝利。試合後、Codyはマイクで「BULLET CLUB is fine, BULLET CLUB is mine」と宣言し、オメガとの抗争がユニットのリーダー争いであることを表明。24日、同大会にて、GL対Cody&スカル組の試合が行われ、GLが勝利。試合後のリングに現れたヤング・バックスはジュニアヘビー級からヘビー級に転向した上で対戦を要求した。3月25日、新日本プロレス・カリフォルニア大会のメインイベントでGLとヤング・バックスの対戦が実現。試合に乗り気ではないオメガが攻撃を躊躇する場面が見られたものの、オメガがニックに片翼の天使を決め、GLが勝利。試合後、マットがオメガの握手に応じないなど、ヤング・バックスとオメガの関係は修復に至らなかった。
4月1日、新日本プロレス両国国技館大会でGL対Cody＆ペイジ組の試合が行われ、Codyが飯伏から丸め込みでピンフォールを奪って勝利。7日、アメリカ・ニューオーリンズで開催されたROH主催のPPV「Supercard of Honor XII」のメインイベントでオメガ対Codyの試合が行われた。試合終盤にヤング・バックスがCodyに対してダブル・スーパーキックを狙うが回避され、オメガに誤爆してしまう。そのままCodyはオメガにクロスローズを決めて勝利。
5月3日、レスリングどんたくにて、飯伏対Cody、オメガ対ペイジのシングルマッチが行われた。前者の試合ではCodyが新技DIN’S FIREでピンフォール勝ち。後者の試合では試合前半にCodyの仲介が入ったものの、オメガがピンフォール勝ちを収めた。同日のNEVER無差別級6人タッグ選手権試合で、挑戦者のニック・マット・スカル組が王者のトンガ、タンガ・ロア、バッドラック・ファレ組に勝利し、王座を勝ち取った。翌4日、同大会でオメガ＆飯伏＆トンガ＆ロア＆ファレ組対Cody＆ヤング・バックス＆ペイジ＆スカル組の試合が行われた。試合後、オメガとCodyのいないリング上で、飯伏を除く7人がToo Sweetポーズを交わし、結束をアピール。オメガ・Cody間の抗争はユニットの結束に影響しないことを確かめあった。
6月9日、新日本プロレス大阪城ホール大会にて、オカダ・カズチカの持つIWGPヘビー級王座にオメガが挑戦。同王座史上初の時間無制限3本勝負で行われた試合はオメガが勝利し、自身初の同王座戴冠を果たした。試合後のリング上でオメガとヤング・バックスは和解を果たし、3人に加えオメガのセコンドについていた飯伏を含めた4人で抱擁し合った。オメガはバックステージで4人によるユニット「ゴールデンELITE」の結成を表明。後日、花道からリングへ向けて歩み寄ったものの途中で引き返したCodyがオメガの初防衛戦の相手に決定した。
7月7日、新日本プロレス・ロサンゼルス大会のメインイベントでオメガとCodyによるIWGPヘビー級選手権試合が行われ、オメガが初防衛を果たす。試合後、二人は握手を交わし、和解。オメガとセコンドについていたヤング・バックスが花道を引き上げる途中、トンガ、ロア、キング・ハクが3人を襲撃。3人はリング上に引き戻され、救出にやってきたペイジ、スカル、オーエンズ、高橋裕二郎、Codyもトンガたちに攻撃された。その後、トンガ、ロア、ハク、ファレはBULLET CLUB 「OG」を名乗り、攻撃されたメンバーたちはBULLET CLUB 「ELITE」を名乗るようになった。
7月から8月にかけて開催されたG1 CLIMAXに、OGからトンガとファレ、ELITEからオメガ、飯伏、ペイジが参加した。トンガ、ファレはセコンドにロアを従え、勝負を無視した反則の限りを尽くした。一方、同じBブロックに配属されたオメガと飯伏は8月11日の日本武道館大会で6年ぶりにシングルマッチで対戦し、飯伏が勝利。飯伏はBブロック代表として12日にAブロック代表の棚橋と対戦し、ピンフォール負けした。同日の第5試合でNEVER無差別級6人タッグ王座を持つニック・マット・スカル組とトンガ・ロア・石森太二組が対戦。試合前に急遽選手権試合に変更されたこの試合はスカルがピンフォール負けを喫し、同王座がELITEからOGに移動する事態となった。
9月1日、ヤング・バックスとCodyによる1万人規模の自主興行「All In」が開催され、Being The Eliteメンバーと飯伏が参加した。Codyは父、ダスティ・ローデスが保持していたことがあるNWA世界ヘビー級王座を戴冠した。
10月8日、KING OF PRO-WRESTLINGのメインイベントで、オメガ、飯伏、CodyによるIWGPヘビー級王座選手権試合3WAYマッチが行われ、オメガが防衛を果たした。
10月30日、クリス・ジェリコの主催イベント「Chris Jericho's Rock 'N' Wrestling Rager at Sea」にBeing The Eliteが参加。トークイベントに参加したCodyは、ペイジ、Cody、スカルがThe Eliteの正式メンバーになったこと、OGとEliteの内紛は終結し、The EliteはBULLET CLUBから去ったことを明らかにした。11月8日、新日本プロレスは、World Tag Leagueに出場する高橋＆ペイジ組をThe Eliteメンバーとして紹介。BULLET CLUB ELITEのメンバーがそのままThe Eliteに移動し、新ユニットとしての活動を開始することになった。
ヤング・バックスとCodyが契約期間満了でROHを12月31日付で退団した。
2019年1月1日、Codyとヤング・バックスが中心となる新団体All Elite Wrestlingの創立が発表される。3人は同団体の副社長を務める。また、ペイジの所属も発表された。
1月4日、オーエンズを除くメンバーがレッスルキングダム13に出場。オメガはIWGPヘビー級王座、飯伏はNEVER無差別級王座、CodyはIWGP USヘビー級王座の防衛戦を、ヤング・バックスはIWGPタッグ王座への挑戦を行い、全員が敗北する。事実上、この試合を最後にヤング・バックス、Cody、ハングマン・ペイジ、ケニー・オメガが新日本を離脱した。
1月5日、後楽園大会にて石森、トンガ、タンガ組がNEVER6人タッグ選手権の試合終盤にオーエンズと高橋が乱入し加勢したことで勝利を収め、試合終了後にオーエンズと高橋はThe Eliteを脱退、BULLET CLUBに再加入した。
2月17日、オメガがAEWの会見に登場し所属選手契約並びに副社長に就任したことを表明。

## Being The Elite
Being The Eliteは、ヤング・バックスが2016年4月にYoutube上に開設したチャンネル。週に1〜2本の動画が投稿されている。動画はThe EliteメンバーがiPhoneで撮影し、編集を行っている。出演者はEliteメンバーだけではなく、ROHや新日本プロレスの所属レスラー、クリス・ジェリコやレイ・ミステリオなどの有名レスラーなども出演することがある。
もともとはThe Eliteのグッズ販促と日々の生活の記録として運用されていたが、次第にThe EliteとBULLET CLUBのストーリーラインに関わる内容が展開されるようになった。

## メンバー
- マット・ジャクソン（結成 -）（リーダー）
- ニック・ジャクソン（結成 -）（リーダー）
- ジャック・ペリー（2024年4月24日 -）
- ブランドン・カトラー（英語版）（2019年5月19日 -）

## 元メンバー
- マーティ・スカル → ROHに残留し、ヴィラン・エンタープライズ（英語版）を結成
- チェーズ・オーエンズ → BULLET CLUBに再加入
- 高橋裕二郎 → BULLET CLUBに再加入
- コーディ・ローデス  → 3月18日を最後に自然離脱する
- ケニー・オメガ→ヤングバックスに追放される
- 飯伏幸太→怪我により残留不明
- アダム・ペイジ→2024年7月24日に脱退
- オカダ・カズチカ→2025年6月21日に離脱